# Dupljaj
Dupljaj (izvirno srbsko Дупљај) je naselje v Srbiji, ki upravno spada pod Mesto Valjevo; slednja pa je del Kolubarskega upravnega okraja.
- Dupljaj - Panorama
- Dupljaj - Panorama
- Dupljaj - Panorama
- Dupljaj - Panorama
- Dupljaj - Panorama
- Dupljaj - Panorama
- Dupljaj - Cerkev
- Dupljaj - Cerkev

## Demografija
V naselju živi 369 polnoletnih prebivalcev, pri čemer je njihova povprečna starost 44,1 let (42,5 pri moških in 45,7 pri ženskah). Naselje ima 156 gospodinjstev, pri čemer je povprečno število članov na gospodinjstvo 2,90.
To naselje je, glede na rezultate popisa iz leta 2002, večinoma srbsko, a v času zadnjih treh popisov je opazno zmanjšanje števila prebivalcev.
|  |

| Demografija | Demografija     | Demografija     |
| Leto        | Št. prebivalcev | Št. prebivalcev |
| ----------- | --------------- | --------------- |
|             |                 |                 |
|             |                 |                 |
|             |                 |                 |
|             |                 |                 |
| 1948        | 736             |                 |
| 1953        | 760             |                 |
| 1961        | 720             |                 |
| 1971        | 666             |                 |
| 1981        | 601             |                 |
| 1991        | 524             | 513             |
| 2002        | 477             | 452             |
|             |                 |                 |

| Etnična sestava po popisu iz leta 2002 | Etnična sestava po popisu iz leta 2002 | Etnična sestava po popisu iz leta 2002 | Etnična sestava po popisu iz leta 2002 | Etnična sestava po popisu iz leta 2002 |
| -------------------------------------- | -------------------------------------- | -------------------------------------- | -------------------------------------- | -------------------------------------- |
| Srbi                                   | Srbi                                   |                                        | 444                                    | 98,23%                                 |
| Neznano                                | Neznano                                |                                        | 0                                      | 0,0%                                   |